# ミサの魔法物語
『ミサの魔法物語』（ミサのまほうものがたり）は、1998年2月26日にサミーより発売されたPlayStation用育成シミュレーションゲーム。キャラクターデザインは高田明美。初回限定版パッケージには本作登場キャラクターが描かれたタロットカード22枚が付属した。

## あらすじ
神原巫紗は小学6年生。そんなある日魔法の国からフィリムがやってきて、人間界に危機が迫ると聞き、巫紗は一人前の魔法少女を目指す。

## ゲームシステム
魔法少女育成アドベンチャーゲーム。プレイヤーは妖精フィリムの立場から巫紗を魔法少女に育て上げるためのスケジュールを組む。小学部での育て方次第で中学部のストーリーが全く異なってくるマルチシナリオ方式で、プレー期間はシナリオによってばらつきはあるものの、おおむね小6から中3までの4年間となる。またイベントの結果次第でもその後のシナリオが大きく変わる場合がある。中学部ではタロット占いができるようになるほか、イベントで出現するタロットカードなどによってもステイタスが変化する。中学部のシナリオには「正義のヒロイン」、「学園恋愛」、「アイドル候補生」など大まかに5種類が用意されており、うち「正義のヒロイン」編に進むとRPGのようなコマンド選択での戦闘シーンがある。
なお、初回版ではパラメータ設定のミスにより、正義のヒロイン編で絶対にハッピーエンドにたどり着けない（ハッピーエンドを満たすだけのパラメータが正規の手段では育成できない）というバグがある。

## 登場人物
神原 巫紗（かみはら みさ）
声 - 桜井智
6月26日生まれ。血液型O型。身長153cm、体重42kg、3サイズはB79、W58、H80。
本作品の主人公。人類の危機を救う程の魔力を秘めた、明朗快活な少女。感情の起伏が激しく、落ち着きがない。大好物はタコ焼き。趣味はお菓子のおまけグッズ収集、カラオケ。特技は居眠りで、平成の爆睡少女の異名を持つ。守護タロットはマジシャン。
正義のヒロイン編では、悪魔界から現れたSeven-Demons（火炎の悪魔ルルノア、氷魔モーネ、モジリア、ラブック、音速剣のシュミット、魅惑のガルーシャ、最強悪魔のソピカ）を倒すべく、魔法少女ミサに変身して戦う。エンディングは全3種。
スーパーアイドル編では、桐生崎プロからアイドル歌手として芸能界デビューした志摩を妬み、自分も楠木プロから大型新人として芸能界デビューし、ナンバーワンアイドルを目指す。エンディングは全3種。
恋愛編では健太郎、陽、葵の中の誰かと恋愛関係になる。エンディングは全5種。
熱血クラブ活動編では、武道館の畳で昼寝をしたせいで明日香の怒りを買ってしまい、剣道で叩きのめされ、熱血スポ魂少女となって復讐を誓う。エンディングは全3種。
海外サスペンス編では、スペイン王女の誘拐をニュースで知り、事件解決の為に飛行機で現地へ向かい、王女救出の旅に出る。エンディングは全4種。
フィリム
声 - 山口勝平
身長15cm、体重500g。
巫紗の魔力を開花させる為に魔法国からお目付け役としてやってきた妖精。プレイヤーキャラクター。見た目が蝦夷リスなので巫紗には舐められっぱなし。15分間だけ人間の姿になる事が出来る。守護タロットはフール。
ジャンヌ・イル・メーヤ
声 - 井上喜久子
身長182cm、体重60kg、3サイズはB88、W60、H89。
魔法国の女王。誇り高く気品に満ちた、慈悲深い人物。自分の命が長くない事を悟り、巫紗に魔法国の未来と人間世界の命運を託す。守護タロットはハイプリーステス。
シクスト・グランディエ
声 - 鈴置洋孝
身長177cm、体重65kg。
法楠学園教会の神父。生真面目で心配性。その正体は、魔法国の神官。女王の摂政役を務めている。巫紗の相談役として人間世界を訪れ、魔法の杖を授与する。正体を明かす際、人目を避けるべく巫紗を夜中に呼び出した為、変態ロリコン親父と疑われた。守護タロットはハイエロファント。
坂入 春子（さかいり はるこ）
声 - 山崎和佳奈
10月12日生まれ。血液型A型。身長154cm、体重41kg、3サイズはB77、W56、H79。
巫紗の一番の親友。しっかり者で面倒見が良く、調子に乗る巫紗をいつも抑える落ち着いた少女。パソコン同好会に所属。頭の回転が早く、テストの成績は学年で1位争いをする程。絵画、料理、お菓子作り、アロマテラピー、ガーデニングと多彩な特技を持つ。趣味は読書、音楽鑑賞、編み物、パソコン。高所恐怖症らしい。守護タロットはテンバランス。
稲葉 健太郎（いなば けんたろう）
声 - 関智一
9月18日生まれ。血液型A型。身長160cm、体重54kg。
巫紗の幼稚園からの幼馴染。巫紗に好意があり、会う度に憎まれ口を叩いて気を引き、喧嘩をしようとする。バスケ部。趣味はアウトドアスポーツ。特技は3ポイントシュート。守護タロットはジャスティス。
伊薔薇 志摩（いばら しま）
声 - 川村万梨阿
7月15日生まれ。血液型AB型。身長149cm、体重39kg、3サイズはB83、W57、H84。
巫紗にライバル心を抱く、わがままでプライドが高い少女。外見と能力に大きな自信を持っており、人前に出るのが大好き。新体操部。フィリムに「結構可愛い」と評された。趣味はスキー、スキューバダイビング。守護タロットはデビル。
桐生崎 怜子（きりゅうざき れいこ）
声 - 勝生真沙子
5月22日生まれ。血液型AB型。身長158cm、体重45kg、3サイズはB82、W56、H82。
法楠学園の生徒会長で、学園長・楠木簾蔵の娘。容姿端麗、頭脳明晰、スポーツ万能、誰に対しても丁寧な、欠点の無いお嬢様。趣味は油絵。特技は乗馬。守護タロットはエンペラー。
筑紫野 ツグミ（ちくしの）
声 - 長沢美樹
6月2日生まれ。血液型O型。身長159cm、体重46kg、3サイズはB80、W56、H83。
巫紗の中等部でのクラスメイト。さっぱりとした性格の、ボーイッシュな美少女。一人称は「僕」。テニス部。フィリムの好みのタイプらしい。趣味は映画鑑賞、スポーツ観戦。特技はバックハンド。守護タロットはラバーズ。
筑紫野 ヒタキ（ちくしの）
声 - 子安武人
6月2日生まれ。血液型O型。身長162cm、体重53kg。
ツグミの双子の兄。中性的な美少年。テニス部に所属し、シングルスの地区大会で優勝した。人をからかうのが趣味。特技はドリブル。守護タロットはラバーズ。
草薙 明日香（くさなぎ あすか）
声 - 横山智佐
12月9日生まれ。血液型AB型。身長167cm、体重49kg、3サイズはB80、W56、H81。
剣道部の主将。常勝無敗の女剣士で、硬派な性格から同性からの人気が高いが、本人は鬱陶しく思っている。趣味は心身の鍛練。特技は精神集中。守護タロットはチャリオット。
高純 葵（たかすみ あおい）
声 - 石田彰
10月30日生まれ。血液型AB型。身長163cm、体重54kg。
演劇部の部長。思い込みが激しい。志摩に好意を抱いているが、全く意に介されていない。何故か巫紗にも接近してくる。趣味は読書、演劇鑑賞、ヒューマンウォッチング。特技は朗読、演技、発声、脚本制作。守護タロットはハングドマン。
鳴海 陽（なるみ よう）
声 - 森川智之
4月11日生まれ。血液型A型。身長169cm、体重60kg。
スペインからの留学生で、巫紗のクラスに転校してくる。女子からの人気が高い、心優しく影のある美少年。複雑な家庭環境だが、他人には決して打ち明けない。巫紗とは互いに気になる存在。趣味はギター、作曲。守護タロットはサン。
根茂 氷子（ねも ひょうこ）
声 - 平松晶子
4月3日生まれ。血液型A型。身長155cm、体重42kg、3サイズはB81、W57、H84。
化学研究同好会の会長。何事も科学的に解析しないと気が済まないマッドサイエンティスト。巫紗を実験体に使いたがる。趣味は研究、実験。守護タロットはハーミット。
桜庭 美樹（さくらば みき）
声 - 氷上恭子
8月8日生まれ。血液型B型。身長155cm、体重40kg、3サイズはB82、W56、H85。
目立たないタイプの女子だが、勝ち気で他人を見下し、ヒステリックな性格なので友達は少ない。趣味は音楽鑑賞、作曲、カラオケ。特技はピアノ演奏で、個人で発表会を開く程の超一流な腕前を持つ、10年に一人の天才ピアニスト。守護タロットはデス。
カーリン・デュパル
声 - 高田由美
12月28日生まれ。血液型A型。身長165cm、体重49kg、3サイズはB86、W59、H89。
アルジェリアからの留学生。水泳を特技としており母国では右に出る者がおらず、実力はオリンピック級。趣味はエアロビクス。守護タロットはストレングス。
鳴海 砂織（なるみ さおり）
声 - 冬馬由美
1月8日生まれ。血液型O型。身長166cm、体重51kg、3サイズはB84、W60、H88。
法楠学園の校医。実家の輸入販売店の経営も行い、家計を支える。人生に疲れた様子を見せる。趣味は茶道、華道。特技は琴。守護タロットはムーン。
鵜野森 恵子（うのもり けいこ）
声 - 岡本麻弥
3月2日生まれ。血液型B型。身長161cm、体重48kg、3サイズはB84、W59、H86。
中等部で巫紗のクラスの担任を務める新米教師。テニス部の顧問でもある。スタイル抜群の美女だが、性格は子供っぽくて気が小さく、被害妄想が激しい。趣味はおまじない。守護タロットはジャッジメント。
佐世保 修治（させぼ しゅうじ）
声 - 塩沢兼人
2月10日生まれ。血液型A型。身長180cm、体重72kg。
英語教師。新体操部の顧問でもある。美形だが、失敗した生徒に対して嫌味を連発する、選民意識の強いエゴイストなので、トップクラスの不人気っぷり。趣味はドライブ。特技はサーフィン。守護タロットはタワー。
鳴海 つばめ（なるみ）
声 - 大谷育江
9月29日生まれ。血液型A型。身長132cm、体重28kg。
法楠学園小学部に通う、鳴海家の末っ子。明るく素直で礼儀正しく、誰からも好かれる人気者。趣味はシール集め。特技はかけっこ。守護タロットはスター。
時津川 由加里（ときつがわ ゆかり）
声 - 南央美
1月23日生まれ。血液型AB型。身長130cm、体重25kg。
つばめの同級生。物静かでおとなしく、無口で冷めている。子供とは思えないくらい整ったルックスの超美少女。趣味はおはじき、ビーズ細工。特技はらくがき、卓球。守護タロットはワールド。
シャラザード高純（たかすみ）
声 - 佐久間レイ
5月15日生まれ。血液型O型。身長167cm、体重50kg、3サイズはB85、W58、H88。
葵の叔父と国際結婚をしたエジプト出身のアラブ人。パソコン通信で最近人気のタロットカード占い師であり、魔法屋の店主でもある。守護タロットはホイールオブフォーチュン。
楠木 彰治朗（くすのき しょうじろう）
声 - 糸博
法楠学園の校長先生。巫紗が中等部に進級すると、中等部でも校長を務める。遅刻の常習者。
桐生崎 忠彦（きりゅうざき ただひこ）
声 - 中村大樹
巫紗が所属する小学部6年B組の担任。巫紗が中等部に進級すると、小学部の校長を務める。
イザベル・ドゥ・ジョルジュ
声 - 田中敦子
魔法国の初代女王。
鳴海トールズ
声 - 立木文彦
鳴海浅荵
声 - 伊藤美紀
ナレーション
声 - 三木眞一郎

## 主題歌
明日をリアライズ
作詩 - 及川眠子 / 作曲 - 太田美知彦 /歌 - 桜井智
オープニングテーマ。
輝きは今の中に
作詩・作曲 - 坂井有厚 / 歌 - 桜井智
エンディングテーマ。

## ラジオドラマ
1997年10月から半年間、ニッポン放送で毎週土曜日に『桜井智の魔法少女の時間』枠内でラジオドラマが放送された。
- セヴン・デーモンズ（ヒロイン編）
- ファースト・ラブ（恋愛編）
- アイドル・ドリーム（アイドル編）

このラジオドラマはのちにドラマCDとしてポニーキャニオンから発売された。
- ミサの魔法物語(1) 1998年3月18日
- ミサの魔法物語(2) 1998年4月1日
- ミサの魔法物語(3) 1998年4月17日

## 関連書籍
ライトノベル
- ミサの魔法物語（朝日ソノラマ、1998）ISBN 978-4257768388

攻略本
- オフィシャルガイドブック ミサの魔法物語 乙女のバイブル（宝島社、1998）ISBN 978-4796613279